# Jean-Baptiste Chevalier (1729-1789)
Ne doit pas être confondu avec Jean-Baptiste Le Chevalier.
Pour les articles homonymes, voir Jean-Baptiste Chevalier (homonymie).
Jean-Baptiste Chevalier (Blois, le 23 avril 1729 - Conan, le 30 avril 1789) est un administrateur et un aventurier français actif en Inde au XVIIIe siècle

## Famille
Jean-Baptiste Chevalier est le fils de Jean-Baptiste Chevalier, avocat général à la Chambre des comptes de Blois et de Marie-Catherine de La Saussaye.

## Carrière
Jean-Baptiste Chevalier entre à la Compagnie des Indes à 22 ans. Il est envoyé au Bengale, et, en 1753, il est placé à la tête du comptoir de Dhaka. De 1755 à 1757, il effectue une mission en Assam.
En 1767, sur recommandation de Jean Law, il devient directeur du comptoir de Chandernagor. Il est arrêté par les Anglais en 1778.
Il rentre en France en 1779.